# Eric Fanning
Eric Kenneth Fanning (sinh ngày 2 tháng 7 năm 1968) là một chính khách và doanh nhân người Mỹ, hiện là Chủ tịch và Giám đốc điều hành của Hiệp hội Công nghiệp Hàng không Vũ trụ và từng là Bộ trưởng Quân đội Hoa Kỳ thứ 22, giữ chức vụ từ ngày 18 tháng 5 năm 2016 đến ngày 20 tháng 1 năm 2017. Trước khi được bổ nhiệm làm Bí thư  Quân đội, Fanning là Bộ trưởng Không quân Hoa Kỳ thứ 24. Ông là người đứng đầu đồng tính công khai đầu tiên của bất kỳ dịch vụ nào trong quân đội Hoa Kỳ.
Ông đã dành hầu hết 25 năm trước đó để phục vụ chính phủ. Ông từng làm nhân viên và cố vấn của Quốc hội trước khi gia nhập Bộ Quốc phòng Hoa Kỳ, nơi ông giữ các vị trí lãnh đạo dân sự của Quân đội, Hải quân và Không quân.

## Tuổi thơ
Sinh ngày 2 tháng 7 năm 1968 và lớn lên ở Kalamazoo, Michigan, ông theo học Trường Cranbrook ở Michigan trong hai năm và tốt nghiệp Trường Trung học Centerville ở Ohio năm 1986. Ông nhận bằng B.A. trong lịch sử từ Dartmouth College năm 1990. Mối quan tâm của ông đối với chính phủ và chính trị bắt đầu khi ông tham gia cuộc thi chính năm 1988 ở New Hampshire.